# Vladimir Loveckij
Vladimir Nikolaevič Loveckij (in russo Владимир Николаевич Ловецкий?; Žlobin, 26 ottobre 1951) è un ex velocista sovietico.

## Biografia
All'apice della carriera ha vinto la medaglia d'argento nella staffetta 4×100 m a Monaco di Baviera 1972.

## Palmarès
| Anno | Manifestazione   | Sede     | Evento      | Risultato | Prestazione | Note |
| ---- | ---------------- | -------- | ----------- | --------- | ----------- | ---- |
| 1970 | Europei juniores | Colombes | 100 m piani | 4º        | 10"78       |      |
| 1970 | Europei juniores | Colombes | 4×100 m     | Oro       | 40"18       |      |
| 1972 | Giochi olimpici  | Monaco   | 4×100 m     | Argento   | 38"50       |      |